# Ipyana
Ipyana ist ein Verwaltungsbezirk (Ward) des Distrikts Kyela in der tansanischen Region Mbeya.

## Geografie
Ipyana ist ein Bezirk im Südwesten von Tansania. Er ist ein Stadtteil im Süden der Distrikthauptstadt Kyela, die Grenze im Süden bildet der Fluss Kiwira. Die Fläche des Bezirks beträgt 6,1 Quadratkilometer und bei der Volkszählung 2022 lebten hier 5882 Menschen in 1507 Haushalten.

## Gliederung
Der Bezirk besteht aus drei Orten (Kitongoji):
- Ipyana A
- Ipyana B
- Kibugujo